# أندريه ويل
أندريه ويل ((بالفرنسية: André Weil)‏، ولد في 6 مايو 1906 وتوفى في 6 أغسطس 1998) عالم رياضيات فرنسي، اشتهر بعمله التأسيسي في نظرية الأعداد والهندسة الجبرية. لقد كان أحد الأعضاء المؤسسين والقائد الفعلي الفعلي لمجموعة بورباكي الرياضية. أيضا الفيلسوفة سيمون ويل كانت شقيقته.

## روابط خارجية
- أندريه ويل على موقع الموسوعة البريطانية (الإنجليزية)